# Anatemnus seychellesensis
Anatemnus seychellesensis är en spindeldjursart som beskrevs av Beier 1940. Anatemnus seychellesensis ingår i släktet Anatemnus och familjen Atemnidae. Inga underarter finns listade i Catalogue of Life.